# Rostocker Eck
Le Rostocker Eck est une montagne qui s’élève à 2 749 m d’altitude dans les Hohe Tauern, en Autriche.